# Snębica
Snębica, nimfomania zwierząt, przedłużona ruja – chorobliwie często powtarzające się okresy rui u zwierząt (głównie krów i klaczy), powodowana zmianami hormonalnymi wywołanymi najczęściej torbielami na jajnikach. U nieleczonych zwierząt zwykle dochodzi do jałowości.